# Klaus Graf
Klaus Graf, né le 21 juillet 1969 à Dornhan (Bade-Wurtemberg, Allemagne), est un pilote automobile allemand engagé en American Le Mans Series et en Intercontinental Le Mans Cup au sein de l'écurie Mucle Milk Team Cytosport.

## Palmarès
- Formule Ford
  - Champion d'Allemagne en 1993

- Trans-Am Series
  - Champion en 2005 avec le Rocketsports Racing

- American Le Mans Series
  - Champion en 2012 en compagnie de Lucas Luhr au sein du Muscle Milk Pickett Racing
  - 2e au classement par équipes en 2010 derrière Highcroft Racing
  - Victoire aux 12 Heures de Sebring dans la catégorie LMP2 en 2010
  - Une dizaine de victoires générales durant les saisons 2010, 2011 et 2012

## Résultats aux 24 Heures du Mans
| Année | Voiture                | Équipe                                 | Équipiers                        | Résultat   |
| ----- | ---------------------- | -------------------------------------- | -------------------------------- | ---------- |
| 2000  | Panoz LMP-1 Roadster-S | Team Den Blå Avis                      | John Nielsen / Mauro Baldi       | Non classé |
| 2001  | Panoz LMP-07           | Panoz Motor Sports                     | Jamie Davies / Gary Formato (pl) | Abandon    |
| 2008  | Lola B07/17            | Charouz Racing System / Team Cytosport | Greg Pickett / Jan Lammers       | Abandon    |